# Mus i sitt eget hus
Mus i sitt eget hus (engelska: MouseHunt) är en amerikansk komedifilm från 1997 i regi av Gore Verbinski, med Nathan Lane, Lee Evans, Vicki Lewis och Maury Chaykin i rollerna.

## Handling
Bröderna Ernie och Lars Smuntz är söner till den rike snörfabrikanten Rudolf Smuntz och hela deras liv har handlat om snören i alla dess former. Men när Rudolf Smuntz dör visar det sig att hans snörfabrik är föråldrad och ineffektiv och några pengar har han inte lämnat efter sig. Det enda som verkar vara av värde är ett gammalt förfallet hus på landsbygden som varken Ernie eller Lars känner till. I samband med detta blir Ernie av med sitt glamourösa jobb som hovmästare på en fin restaurang och Lars blir utslängd av sin fru. De båda bröderna flyttar då i det gamla huset som fadern lämnat efter sig och snart står det klart att huset ritats av en berömd arkitekt på 1800-talet och en våg av potentiella köpare står snart i kö för att få det exklusiva huset i sin ägo. Det enda Ernie och Lars behöver göra är att renovera det för att göra huset i säljbart skick, men detta visar sig vara lättare sagt än gjort. Huset har nämligen redan en inneboende, en intelligent liten mus och den gör man sig inte av med i första taget.

## Rollista
| Nathan Lane          | – Ernie Smuntz           |
| Lee Evans            | – Lars Smuntz            |
| Vicki Lewis          | – April Smuntz           |
| Maury Chaykin        | – Alexander Falko        |
| Eric Christmas       | – Ernie och Lars advokat |
| Michael Jeter        | – Quincy Thorpe          |
| Debra Christofferson | – Ingrid                 |
| Camilla Søeberg      | – Hilde                  |
| Ian Abercrombie      | – Auktionsförrättaren    |
| Annabelle Gurwitch   | – Roxanne Atkins         |
| Eric Poppick         | – Bankiren               |
| Ernie Sabella        | – Maury                  |
| William Hickey       | – Rudolph Smuntz         |
| Christopher Walken   | – Caeser, utrotaren      |
| Cliff Emmich         | – Borgmästaren McKrinle  |